# Kozioróg dębosz
Kozioróg dębosz (Cerambyx cerdo) – gatunek chrząszcza z rodziny kózkowatych, największy z występujących w Polsce przedstawicieli tej rodziny.

## Zasięg geograficzny
Zasięg występowania tego gatunku obejmuje Europę, Azję Wschodnią i Afrykę Północną. W Polsce pokrywa się z zasięgiem dębu szypułkowego – występuje tylko na dębach szypułkowych i bezszypułkowych. Preferuje dobrze nasłonecznione, ponad 100-letnie drzewa, rosnące pojedynczo lub w niewielkich skupiskach. Lubi też stare, dobrze prześwietlone dąbrowy. Spotkać go można tylko na żywych drzewach.

## Morfologia i cykl rozwojowy
Dorosły osobnik mierzy do 56 mm długości ciała. Czułki samicy są długości jej ciała, samca – o połowę dłuższe. Samica składa jaja w spękaniach kory. Larwy żerują początkowo w korze, gdzie spędzają pierwszą zimę, następnie w łyku i twardzieli. Z uszkodzonego drzewa wypływa sok, tworząc na korze ciemne przebarwienia. Czas rozwoju to około 3 lata, w drewnie przesuszonym – nawet do 5 lat. Larwa jest jasnożółta z rdzawą głową, dorasta do 10 cm. Łączna długość żerowiska dochodzi do 1 m. Przepoczwarczenie następuje jesienią, jednak wnętrze drzewa opuszcza dopiero od maja do początku września.
Drzewo zaatakowane przez tego owada jest bardziej podatne na choroby na skutek fizycznego uszkodzenia drewna.

## Ochrona
Kozioróg dębosz w Polsce i krajach sąsiednich objęty jest ochroną gatunkową. Żeruje między innymi na drzewach będących pomnikami przyrody, również na Bartku, który też jest pod ochroną. Od kilkudziesięciu lat obserwuje się stały spadek populacji tego chrząszcza. Najliczniejsza populacja tego gatunku w Polsce występuje na terenie Parku Krajobrazowego Dolina Baryczy.

## Galeria

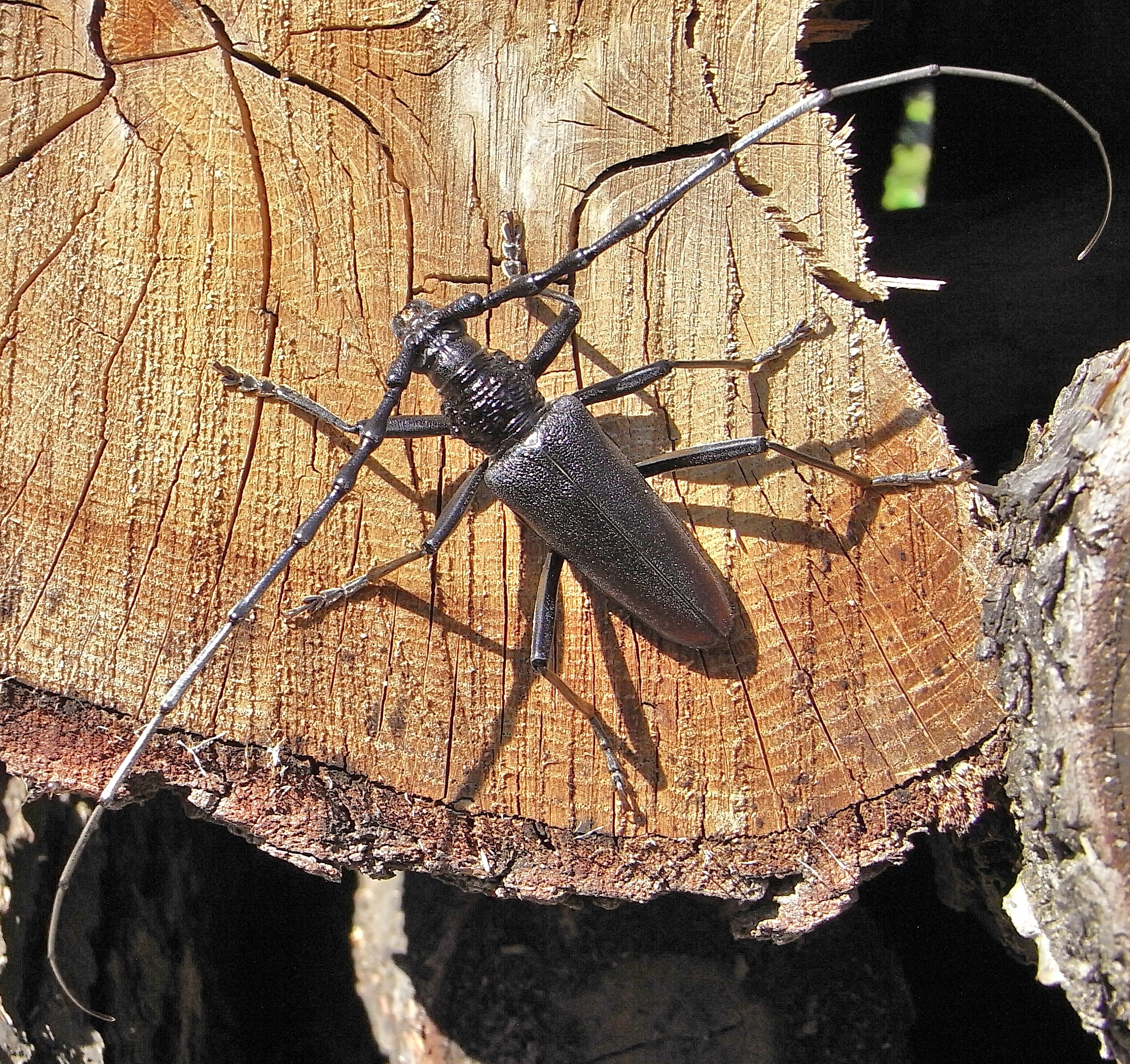
Samiec
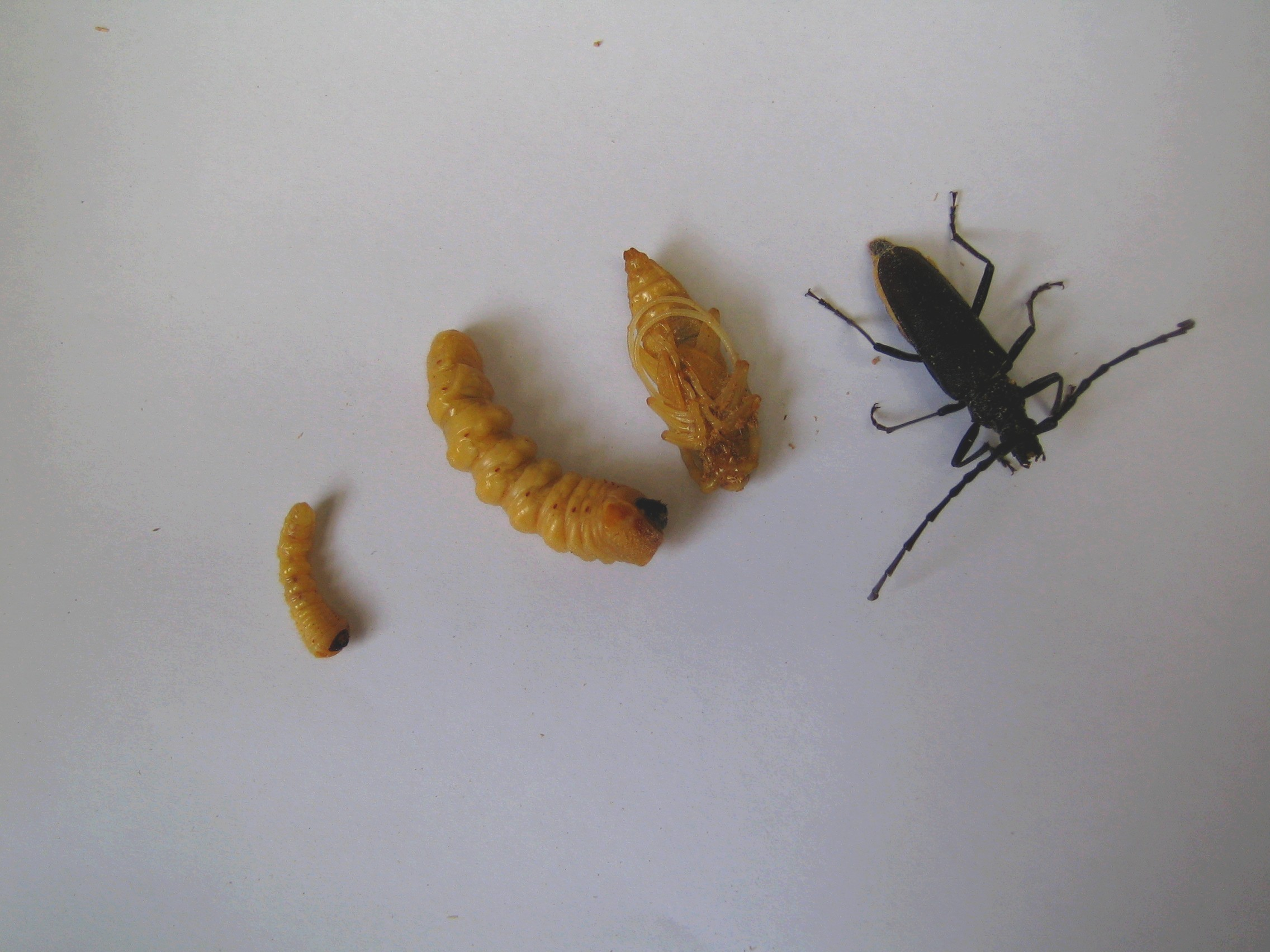
Stadia rozwojowe: larwy, poczwarka oraz dorosła samica
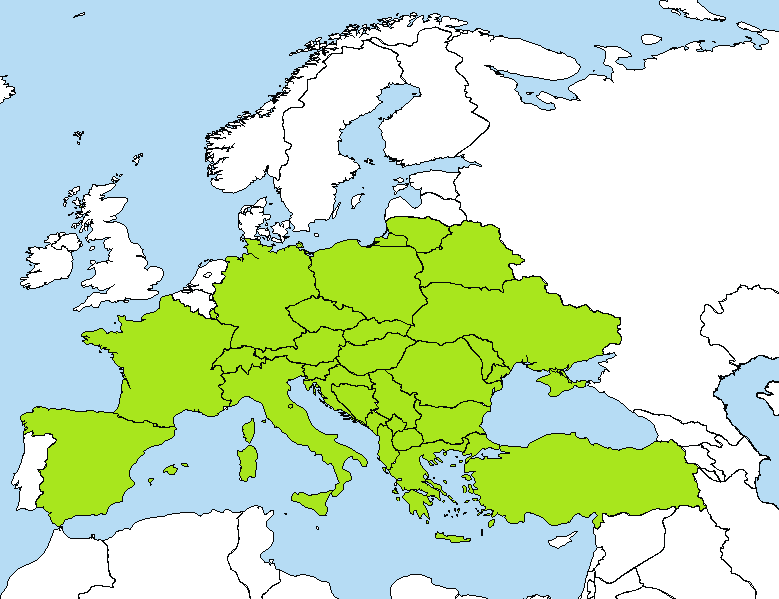
Państwa na terenie których stwierdzono występowanie gatunku